# Nikolái Kondrátiev
Nikolái Dmítrievich Kondrátiev (en ruso, Николай Дмитриевич Кондратьев. 4 de marzo de 1892-17 de septiembre de 1938) fue un economista ruso. Su fama se debe a ser quien formuló la teoría del ciclo económico largo, cuya duración fluctúa entre 48 y 60 años. Nació en una familia campesina, en la provincia de Kostromá, al noroeste de Moscú.

## Biografía
Estudió en la Universidad de San Petersburgo, bajo la dirección de Mijaíl Tugan-Baranovsky. Se especializó en estudios estadísticos y en la economía agrícola. Fue militante del Partido Social-Revolucionario. En 1917 fue durante unas pocas semanas Subsecretario de Alimentos del Gobierno Provisional Ruso de Kérenski.
Aunque discrepaba de los bolcheviques, en 1920 elaboró la teoría en la que se basó la adopción de la NEP, participó en la elaboración del primer Plan Quinquenal de la Unión Soviética, trabajó en la Academia Agrícola de Pedro el Grande y fundó, en Moscú, el Instituto de Investigación de la Coyuntura, que se dedicó a recolectar datos sobre las fluctuaciones económicas. Participó en los debates sobre las diferenciales de precios entre la agricultura y la industria y los problemas de la "tijeras de precios" entre los dos sectores.
En 1922 se publicó en la Unión Soviética un análisis colectivo acerca de las condiciones económicas después de la I Guerra Mundial, en el que se incluyeron estudios de Kondrátiev referidos a los ciclos largos (Onda Kondrátiev). En 1923 polemizó al respecto en Algunas cuestiones controvertidas acerca de la economía mundial y sus crisis.
En 1924 expuso el lugar de los ciclos económicos largos en la teoría económica en Acerca de la noción de estática, dinámica y fluctuaciones económicas que fue también publicado en inglés en la Quarterly Journal Economics, 1925. En ese año, asimismo, en la revista teórica del Instituto, Voprosy Konyunktury (Вопросы конъюнктуры), presentó algunos resultados posteriores de sus investigaciones estadísticas, Los ciclos económicos largos, publicado en inglés en Review of Economics Statistics, en noviembre de 1935 y traducido al castellano en 1946, como Los grandes ciclos de la vida económica.
Al oponerse a las colectivizaciones forzadas ordenadas bajo Stalin, en la primavera de 1930 fue arrestado bajo la acusación de ser dirigente de un inexistente "Partido de Trabajadores Campesinos" y deportado a Súzdal. Allí estuvo en la prisión ubicada en el Monasterio del Salvador y San Eutimio en el que siguió trabajando por algún tiempo en su investigación, Principales problemas de la estática y dinámica económica. Finalmente, a pesar de haber enfermado gravemente, en 1938 fue condenado a muerte y fusilado en el polígono Kommunarka en el óblast de Moscú.
Joseph Schumpeter (1939) divulgó en occidente la teoría del ciclo largo de Kondrátiev, al hacerlo parte de su "modelo tricíclico".